# Felicjan Ożarowski

Herb Rawicz

Felicjan na Siwoklękach Ożarowski herbu (Rawicz (zm. 1561) – kasztelan sanocki.
Syn Siegniewa z Ożarowa, dziedzica Grzegorzewic. Zaślubił nieznaną z imienia Bolestraszycką herbu Lis, kasztelankę sanocką, córkę Piotra, kasztelana sanockiego. Z małżeństwa urodziła się córka Teresa, późniejsza żona Stanisława Krasińskiego i syn Andrzej, podkomorzy królewski.
W latach 1551–1561 pełnił urząd kasztelana sanockiego.